# Birger Meling
Birger Meling (Stavanger, 1994. december 17. –) norvég válogatott labdarúgó, a dán København hátvédje.

## Pályafutása

### Klubcsapatokban
Meling a norvégiai Stavanger városában született. Az ifjúsági pályafutását a helyi Viking csapatában kezdte, majd 2013-ban az angol Middlesbrough akadémiájánál folytatta.
2014-ben mutatkozott be a Stabæk első osztályban szereplő felnőtt csapatában. 2014 szeptemberében, az Aalesund ellen 3–0-ra elvesztett mérkőzésen debütált. 2017-ben a Rosenborghoz igazolt. Először a 2017. április 23-ai, Aalesund elleni bajnokin lépett pályára. Első gólját 2018. július 25-én, a Celtic ellen 3–1-re elvesztett Bajnokok Ligája-selejtezőn szerezte. A ligában először 2018. augusztus 26-án, a Strømsgodset ellen 4–3-ra megnyert mérkőzésen talált be az ellenfél hálójába. A 2020–21-es szezonban a francia első osztályban érdekelt Nîmes csapatát erősítette.
2021. július 20-án három éves szerződést kötött a Rennes együttesével. Először 2021. augusztus 8-án, a Lens ellen 1–1-es döntetlennel zárult mérkőzésen lépett pályára. 2023. augusztus 14-én a dán København szerződtette.

### A válogatottban
Meling 2015 és 2016 között hat mérkőzésen képviselte az U21-es válogatottban Norvégiát.
2017-ben debütált a norvég válogatottban. Először 2017. október 5-én, San Marino ellen 8–0-ra megnyert VB-selejtezőn lépett pályára.

## Statisztikák
2024. augusztus 15. szerint
| Klub      | Szezon   | Osztály          | Bajnokság | Bajnokság | Kupa  | Kupa | Nemzetközi | Nemzetközi | Összesen | Összesen |
| Klub      | Szezon   | Osztály          | Meccs     | Gól       | Meccs | Gól  | Meccs      | Gól        | Meccs    | Gól      |
| --------- | -------- | ---------------- | --------- | --------- | ----- | ---- | ---------- | ---------- | -------- | -------- |
| Stabæk    | 2014     | Tippeligaen      | 2         | 0         | 0     | 0    | —          | —          | 2        | 0        |
| Stabæk    | 2015     | Tippeligaen      | 27        | 1         | 3     | 0    | —          | —          | 30       | 1        |
| Stabæk    | 2016     | Tippeligaen      | 30        | 4         | 1     | 1    | 2          | 0          | 33       | 5        |
| Rosenborg | 2017     | Eliteserien      | 20        | 0         | 3     | 1    | 11         | 0          | 34       | 1        |
| Rosenborg | 2018     | Eliteserien      | 28        | 1         | 5     | 0    | 12         | 1          | 45       | 2        |
| Rosenborg | 2019     | Eliteserien      | 28        | 0         | 2     | 1    | 14         | 0          | 44       | 1        |
| Rosenborg | 2020     | Eliteserien      | 3         | 0         | —     | —    | —          | —          | 3        | 0        |
| Nîmes     | 2020–21  | Ligue 1          | 26        | 2         | 0     | 0    | —          | —          | 26       | 2        |
| Rennes    | 2021–22  | Ligue 1          | 31        | 0         | 0     | 0    | 6          | 0          | 37       | 0        |
| Rennes    | 2022–23  | Ligue 1          | 27        | 0         | 1     | 0    | 7          | 0          | 35       | 0        |
| Rennes    | 2023–24  | Ligue 1          | 1         | 0         | 0     | 0    | —          | —          | 1        | 0        |
| København | 2023–24  | Danish Superliga | 19        | 0         | 0     | 0    | 5          | 0          | 24       | 0        |
| København | 2024–25  | Danish Superliga | 4         | 0         | 0     | 0    | 3          | 0          | 7        | 0        |
| Összesen  | Összesen | Összesen         | 246       | 8         | 15    | 3    | 60         | 1          | 321      | 12       |

### A válogatottban
| Válogatott | Év       | Pályára lépés | Gól |
| ---------- | -------- | ------------- | --- |
| Norvégia   | 2017     | 4             | 0   |
| Norvégia   | 2018     | 6             | 0   |
| Norvégia   | 2019     | 1             | 0   |
| Norvégia   | 2020     | 3             | 0   |
| Norvégia   | 2021     | 12            | 0   |
| Norvégia   | 2022     | 7             | 0   |
| Norvégia   | 2023     | 6             | 0   |
| Összesen   | Összesen | 39            | 0   |

## Sikerei, díjai
Rosenborg
- Eliteserien
  - Bajnok (2): 2017, 2018

- Norvég Kupa
  - Győztes (1): 2018

- Norvég Szuperkupa
  - Győztes (2): 2017, 2018